# Rubiana
Rubiana (piemonti nyelven Rubian-a, frankoprovanszál nyelven Rubiana) egy község Olaszországban, Torino megyében.

## Elhelyezkedése

Rubiana község Torino megye térképén

Rubiana a Susa-völgyben található, és a Susa- és Sangone-völgyi Hegyi Közösség részét képezi. A Rubianaval határos települések: Almese, Caprie, Condove, Val della Torre, Villar Dora és Viù